# 常福寺 (八王子市)
常福寺（じょうふくじ）は、東京都八王子市宮下町354にある寺。

## 概要
- 曹洞宗の寺で住職は足利正光。
- 松龍山と号し、常福寺は、少林寺第2世大室隣徹（元和3年である1617年寂）が開山、江戸時代には徳川家康より阿弥陀堂領として10石の御朱印状を受領していたという。
- 光明第七保育園と多摩特養老人ホーム「椛の里」と同居している。

## アクセス
- JR五日市線東秋留駅、JR五日市線秋川駅、JR五日市線熊川駅からバスとタクシー
- JR線八王子駅、京王線京王八王子駅からバス